# Німереука (комуна)
Німереука — комуна в Сороцькому районі Молдови. Він складається з двох сіл: Черліна та Німереука.

## Село Німереука
Німереука (рос. Немировка, трансліт. Niemirovka, укр. Німереука, латиніз.: Nimereuka, пол. Niemirówka) лежить на північно-східній периферії Молдови, неподалік від її тріфінії з Україною та сепаратистським регіоном Придністров'я. Розташоване на схилі річки Дністер, село має понад 200 криниць. Єврейська сільськогосподарська колонія Люблін була заснована на території нинішньої Німереуки у 1842 році.

### Історія

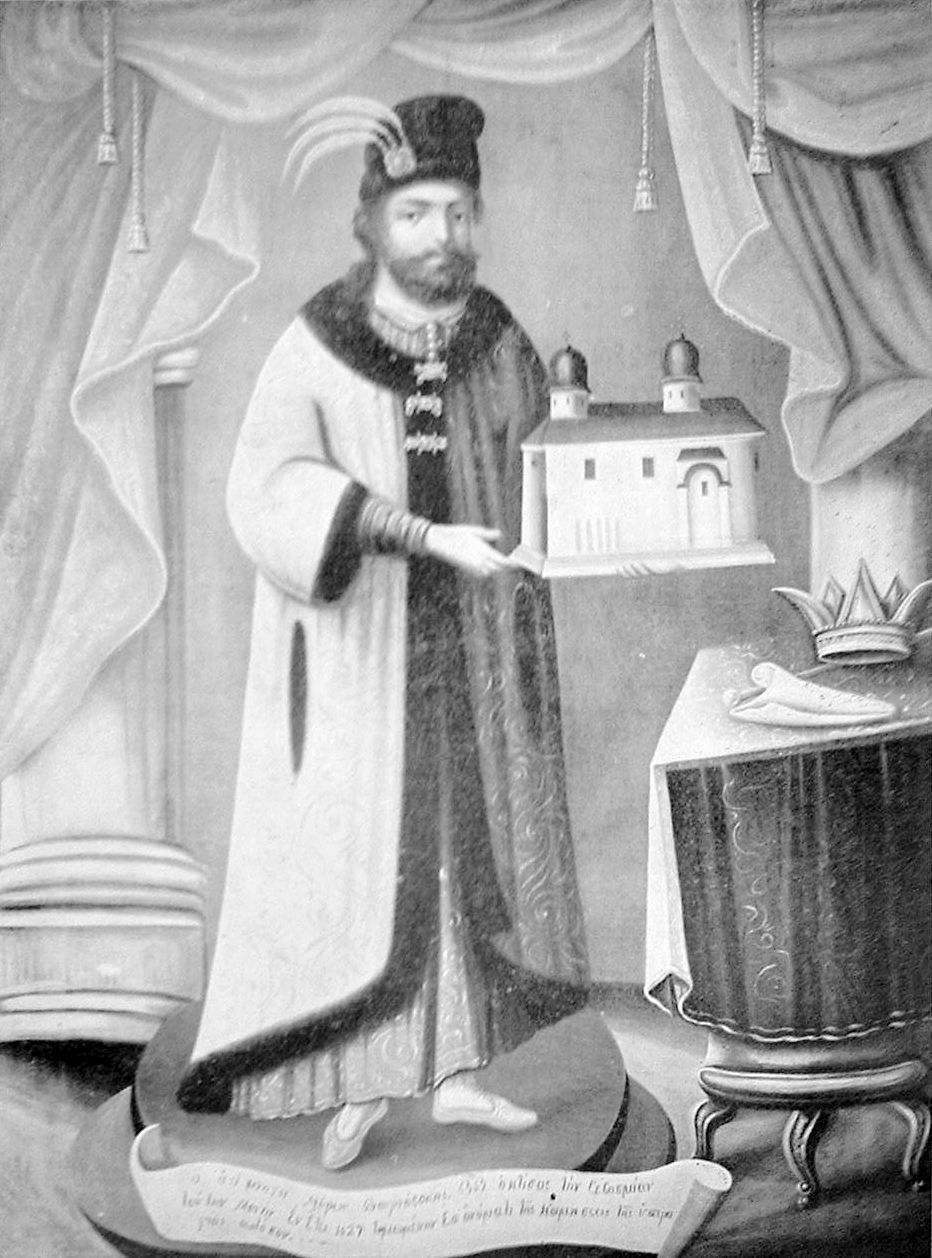
Перша згадка про Німереуку в історичних документах датується, коли боярин Мирон Барновський-Могила (Miron Barnowski-Mohyła) був зведений у сан гетьмана за правління Раду Міхня.

Перша згадка про Німереуку в історичних документах датується 24 березня 1624 року, коли боярин Мирон Барновський-Могила (Miron Barnowski-Mohyła) був зведений у сан гетьмана за правління Раду Міхні. Німереука згадується як одне із сіл, що входило до маєтку Барновського. Назва Немиреука приписується місцевому пану (дворянину) на ім'я Немірка, який правив цією територією під час правління Олександра Доброго упродовж 15 століття. Прізвище Немірка (польською Niemirka) зрештою походить від слов'янського імені Німир.
Перепис 1772-1773 років згадує про церкву в селі, яка датується списком 1781 року та присвячена Успінню Пресвятої Богородиці. Подібно до інших церков у цьому районі, ця споруда, ймовірно, була побудована з лози, обмазаної глиною та покритої очеретом. У 1862 році була заснована церковна школа. Це сакральне місце було видозмінено, але все ще займає те саме місцину на березі Дністра. Будівництво нової кам'яної церкви почалося в 1913 році. Цю церкву в 1948 році закрили й перетворили на насіннєву базу, яка діяла до 1985 року. Після капітального ремонту церкву відновлено у своєму первинному вигляді.
Увесь регіон Бессарабії був анексований Російською імперією в 1812 році після закінчення російсько-турецької війни, і разом із цим Німереука опинилася під владою Росії. Румунія повернула провінцію через століття, коли Німецька імперія дозволила Румунії анексувати Бессарабію в обмін на вільний прохід німецьких військ до України під час Першої світової війни. Разом із повітовими радами Бєльц та Оргієва Сороки були одним із перших, хто звернувся до новопроголошеної Молдавської Демократичної Республіки з Румунського королівства. Хоча Бессарабська Радянська Соціалістична Республіка була проголошена більшовиками як автономна частина Російської РФСР у 1919 році, вона була скасована військовими силами Польщі та Франції у вересні того ж року під час польсько-радянської війни.

#### Єврейська землеробська колонія Люблін

##### Передумови
Статутний закон (Așezământul) Російської Бессарабської губернії 1818 року згадує євреїв як окремий стан (соціальний клас), який далі поділявся на купців, ремісників і землеробів. На відміну від інших станів Росії, євреям не дозволялося володіти сільськогосподарськими землями, за винятком «пустих ділянок тільки з власності держави, для обробки та для будівництва заводів».

##### Поселення

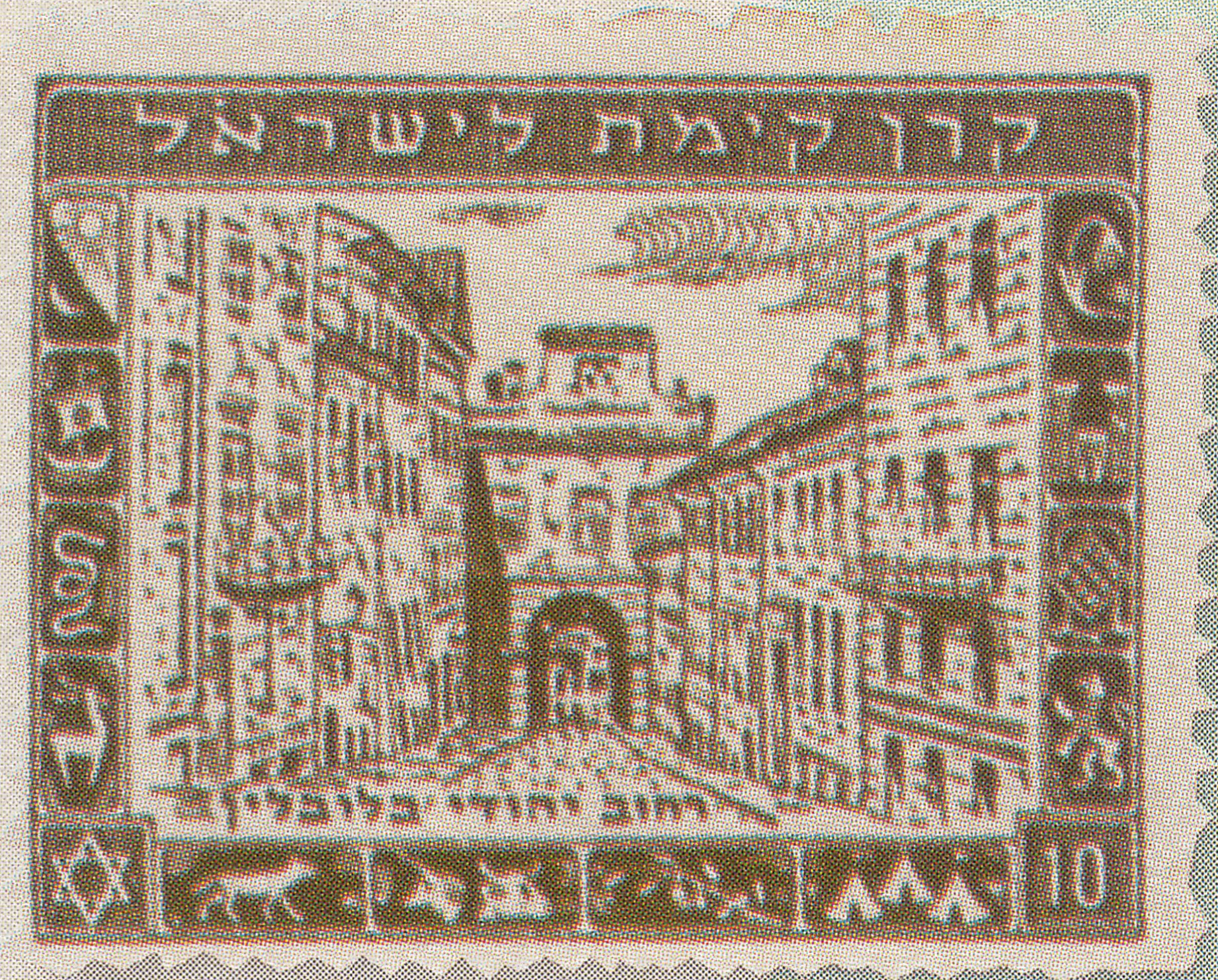
Люблінська колонія в нинішній Німереуці отримала свою назву від міста Люблін, Польща, яке до Голокосту було однією з найжвавіших єврейських громад у цій частині Європи. На цій поштовій марці зображено Гродзьку браму в єврейському кварталі цього міста.

Щоб заохотити поселення новоприєднаної території, цар Микола I видав указ (декрет), який дозволяв євреям селитися в Бессарабії «у більшій кількості», звільняючи євреїв, які переселилися сюди, від податку на 2 роки. Водночас євреї Поділля та Херсонської губернії звільнялися від оподаткування на 5 років у разі переходу Дністра та переселення до Бессарабії. Масштаби цієї міграції стали настільки великими, що купецької діяльності було недостатньо для підтримки єврейського населення Бессарабії, що змусило царську владу створити 17 єврейських сільськогосподарських колоній. Із них 9 були розташовані в жудеці Сороки, де розташована Німереука. Це були Думбравені, (тепер частина комуни Вадень), Бречіова (Брічево, нині Бричева, частина комуни Тирнова в Дондушенському районі, Меркулешти (колишня Стареуца/Старовка), Вертюжень (Вертюжені, раніше Штеап), Кепрешті (тепер частина Флорештського району) Згуриця, Марамоновка, Константинівка та Люблін на території сучасної Німереуки. Єврейська землеробська колонія Люблін була офіційно заснована в 1842 році на 528 десятинах землі. До 1856 року тут проживало 45 єврейських сімей, а через десятиліття це число зросло до 75.
Своєю назвою поселення завдячує місту Любліну, одній із найважливіших єврейських громад Польщі, які були важливою частиною життя цього міста аж до Голокосту, під час якого їх переселила нацистська Німеччина до сумнозвісного Люблінського гетто, де їх зрештою вбили. Люблін у Польщі свого часу називали «єврейським Оксфордом», а рош-єшива (директор) отримав титул ректора від польського короля в 1567 році з правами та привілеями, рівними з тими, які мають керівники польських університетів.
Хвиля погромів у Російській імперії 1881–1882 рр. і в Кишиневі 1903 р., здається, мало вплинула на ці села. Євреї стали значною частиною сільськогосподарського життя Бессарабії напередодні Першої світової війни, відіграючи важливу роль у секторах виробництва тютюну, вина, фруктів і молока. Асоціація єврейської колонізації (відома як ICA від назви на їдиш) почала підтримувати бессарабські колонії в 1890-х роках.
До 1914 року в єврейських землеробських колоніях півдня Російської імперії проживало 42 тис. осіб. У результаті за короткий час у Російській імперії з'явився новий прошарок євреїв-хліборобів, який до середини ХІХ століття становив 3 % єврейського населення країни, а в Бессарабії цей показник сягав 16 %.

##### Голокост
Подальша історія Любліна повторює історію решти Бессарабії, де він перебував під владою Румунії з 1919 року до серпня 1940 року, коли Радянський Союз захоплює територію. 22 червня 1941 року вторгнення країн Осі до Радянського Союзу почалося операцією «Барбаросса». У період з 22 червня по 26 липня 1941 року румунські війська за допомогою вермахту повернули собі Бессарабію, а також Північну Буковину. Радянська влада застосувала тактику випаленої землі під час вимушеного відступу з Бессарабії, знищивши інфраструктуру та транспортуючи рухомі товари до Росії залізницею. Наприкінці липня, після року радянської влади, регіон знову опинився під контролем Румунії.
Були випадки, коли румунські війська «помстилися» євреям у Бессарабії під час цієї військової операції, у формі погромів мирного населення, а також убивства єврейських військовополонених, як наслідок, це кілька тисяч загиблих. Ці сили виправдовували вбивство місцевих євреїв, стверджуючи, що в 1940 році деякі євреї вітали радянське захоплення як визволення. Водночас сумнозвісна СС айнзацгрупа D, яка діяла в зоні німецької 11-ї армії, здійснювала розстріли євреїв без суду і слідства під приводом того, що вони були шпигунами, диверсантами, комуністами або без будь-якого приводу.
Деякі стверджують, що румунський диктатор маршал Іон Антонеску віддавав перевагу вигнанню, а не винищенню як політичному вирішенню «єврейського питання» в Румунії. Однак та частина єврейського населення Бессарабії та Буковини, яка не втекла до відступу радянських військ (147 000), спочатку була зібрана в гетто чи нацистські концтабори, а потім депортована упродовж 1941—1942 років маршами смерті до окупованого Румунією Придністров'я, де вони загинули в рамках «Остаточного розв'язання».
Після того, як СРСР знову окупував цю територію в 1944 році, більшість єврейської громади, яка вижила, емігрувала до Ізраїлю.

## Черліна

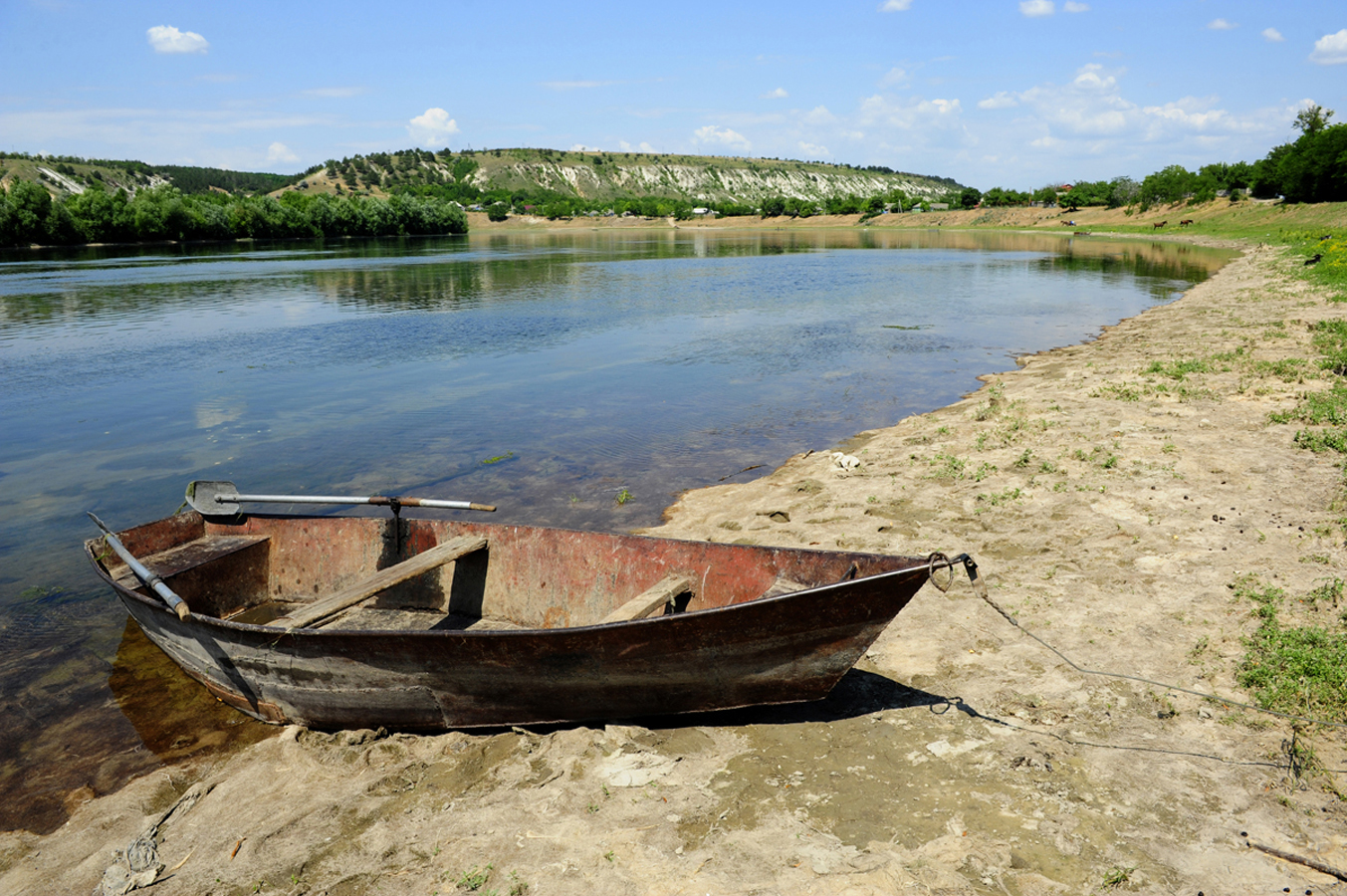
Вид на річку Дністер у Черліні

Черліна (російська Черлина, трансліт. Cherlina, укр. Черлiна, латиніз.: Cherlina, пол. Cierlina), інше село повіту, розташоване приблизно за 7 кілометрів на південний захід від Німереуки за течією Дністра.
Відслонення верхнього протерозою видно на повороті річки Дністер у Черліні.

## Демографія
За даними перепису населення 2014 року в повіті проживали 3054 мешканця. За переписом 2004 року в комуні проживало 3740 осіб.

## Відомі особи
- Юріе Цап

## Подальше читання
- Solonari, Vladimir (September 2006). "Model province": Explaining the Holocaust of Bessarabian and Bukovinian Jewry. Nationalities Papers. 34 (4): 471—500. doi:10.1080/00905990600842106.
- Weiner, Miriam; Ukrainian State Archives (in cooperation with); Moldovan National Archives (in cooperation with) (1999). Jewish Roots in Ukraine and Moldova: Pages from the Past and Archival Inventories. Secaucus, NJ: Miriam Weiner Routes to Roots Foundation. ISBN 978-0-96-565081-6. OCLC 607423469.
  - Jews of Bessarabia on the Eve of the War (PDF). New York: William Morrow. 1993. ISBN 978-0-965-65080-9. Reprinted with permission from the publisher
  - Massacres, Deportations, and Death Marches from Bessarabia, From July 1941 (PDF). New York: William Morrow. 1993. ISBN 978-0-965-65080-9. Reprinted with permission from the publisher